# 亨利六十三世 (羅伊斯-科斯特利茨)
亨利六十三世（德語：Heinrich LXIII.，1786年6月18日—1841年9月27日），羅伊斯-科斯特利茨伯爵，亨利四十四世的兒子。

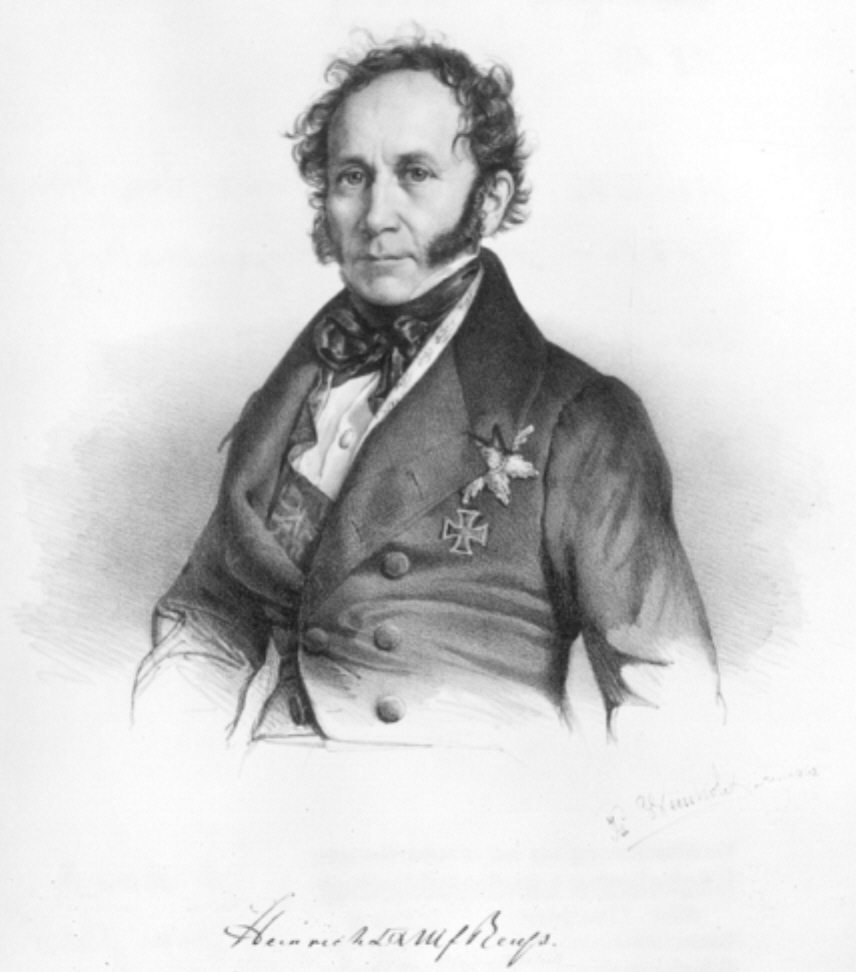

## 家庭
1819年，亨利與海因里希·斯托爾貝格-維尼格羅德之女艾蕾諾爾（Eleonore）結婚，兩人共有3子2女：
1. 約翰娜（1820年—1878年）
2. 亨利四世（1821年—1894年），羅伊斯-科斯特利茨親王
3. 奧古斯塔（1822年—1862年），梅克倫堡-施威林大公夫人
4. 亨利七世（1825年—1906年），德國外交官
5. 亨利十世（1827年—1847年），早逝

艾蕾諾爾於1847年去世。隔年，亨利與她的妹妹卡羅琳結婚，兩人共有4子2女：
1. 亨利十二世（1829年—1866年）
2. 亨利十三世（1830年—1897年）
3. 路易絲（1832年—1862年）
4. 亨利十五世（1834年—1869年）
5. 安娜（英语：Anna Reuss of Köstritz）（1837年—1907年）
6. 亨利十七世（1839年—1870年）